# Rêves bizarres
Singles de Orelsan
Christophe
(2018)
Singles par Damso
Feu de bois
(2018) RVRE (featuring 404Billy)
(2018)
Rêves bizarres est un single du rappeur français Orelsan tiré de la réédition de son troisième album La fête est finie, sortie le 15 novembre 2018, en duo avec Damso. La chanson sort le 14 novembre 2018.
Rêves bizarres est nommée pour la Victoire de la chanson originale lors de la cérémonie de 2019 et le clip, réalisé par Adrien Lagier et Ousmane Ly, est nommé pour la Victoire de la création audiovisuelle.

## Clip
Ce titre, en collaboration avec le Bruxellois et produit par son acolyte beatmaker Skread, sort sans annonce au préalable le 14 novembre 2018 accompagné d'un clip réalisé par Adrien Lagier et Ousmane Ly, tourné en octobre en Ukraine. Ces deux réalisateurs ainsi que le producteur Skread font d'ailleurs une apparition dans le clip.

## Classements

### Classements hebdomadaires
| Classements                             | Meilleure position |
| --------------------------------------- | ------------------ |
| France (SNEP)                           | 1                  |
| Belgique (Wallonie Ultratop 50 Singles) | 1                  |
| Suisse (Schweizer Hitparade)            | 15                 |
| Suisse (Charts Romandie)                | 12                 |

### Classements annuels
| Classement (2018) | Position |
| ----------------- | -------- |
| France (SNEP)     | 168      |

## Certifications et ventes
| Pays   | Organisme | Certification | Seuil                            |
| ------ | --------- | ------------- | -------------------------------- |
| France | SNEP      | Diamant       | 50 millions d'équivalent streams |